# Bangana brevirostris
Bangana brevirostris är en fiskart som beskrevs av Liu och Zhou 2009. Bangana brevirostris ingår i släktet Bangana och familjen karpfiskar. Inga underarter finns listade.